# Гольдбак-Альтенбак
Гольдба́к-Альтенба́к (фр. Goldbach-Altenbach) — коммуна на северо-востоке Франции в регионе Гранд-Эст (бывший Эльзас — Шампань — Арденны — Лотарингия), департамент Верхний Рейн, округ Тан — Гебвиллер, кантон Серне. До марта 2015 года коммуна административно входила в состав упразднённого кантона Сент-Амарен округа Тан.
Площадь коммуны — 9,14 км², население — 299 человек (2006) с тенденцией к стабилизации: 280 человек (2012), плотность населения — 30,6 чел/км².

## Население
Численность населения коммуны в 2011 году составляла 277 человек, а в 2012 году — 280 человек.
| 1962 | 1968 | 1975 | 1982 | 1990 | 1999 | 2004 | 2006 | 2009 | 2011 | 2012 |
| ---- | ---- | ---- | ---- | ---- | ---- | ---- | ---- | ---- | ---- | ---- |
| 229  | 194  | 183  | 177  | 210  | 252  | 292  | 299  | 293  | 277  | 280  |

Динамика населения:

## Экономика
В 2010 году из 192 человек трудоспособного возраста (от 15 до 64 лет) 147 были экономически активными, 45 — неактивными (показатель активности 76,6 %, в 1999 году — 68,3 %). Из 147 активных трудоспособных жителей работали 143 человека (88 мужчин и 55 женщин), 4 числились безработными (1 мужчина и 3 женщины). Среди 45 трудоспособных неактивных граждан 10 были учениками либо студентами, 17 — пенсионерами, а ещё 18 — были неактивны в силу других причин.
На протяжении 2011 года в коммуне числилось 122 облагаемых налогом домохозяйства, в которых проживало 275 человек. При этом медиана доходов составила 19649 евро на одного налогоплательщика.

## Достопримечательности (фотогалерея)

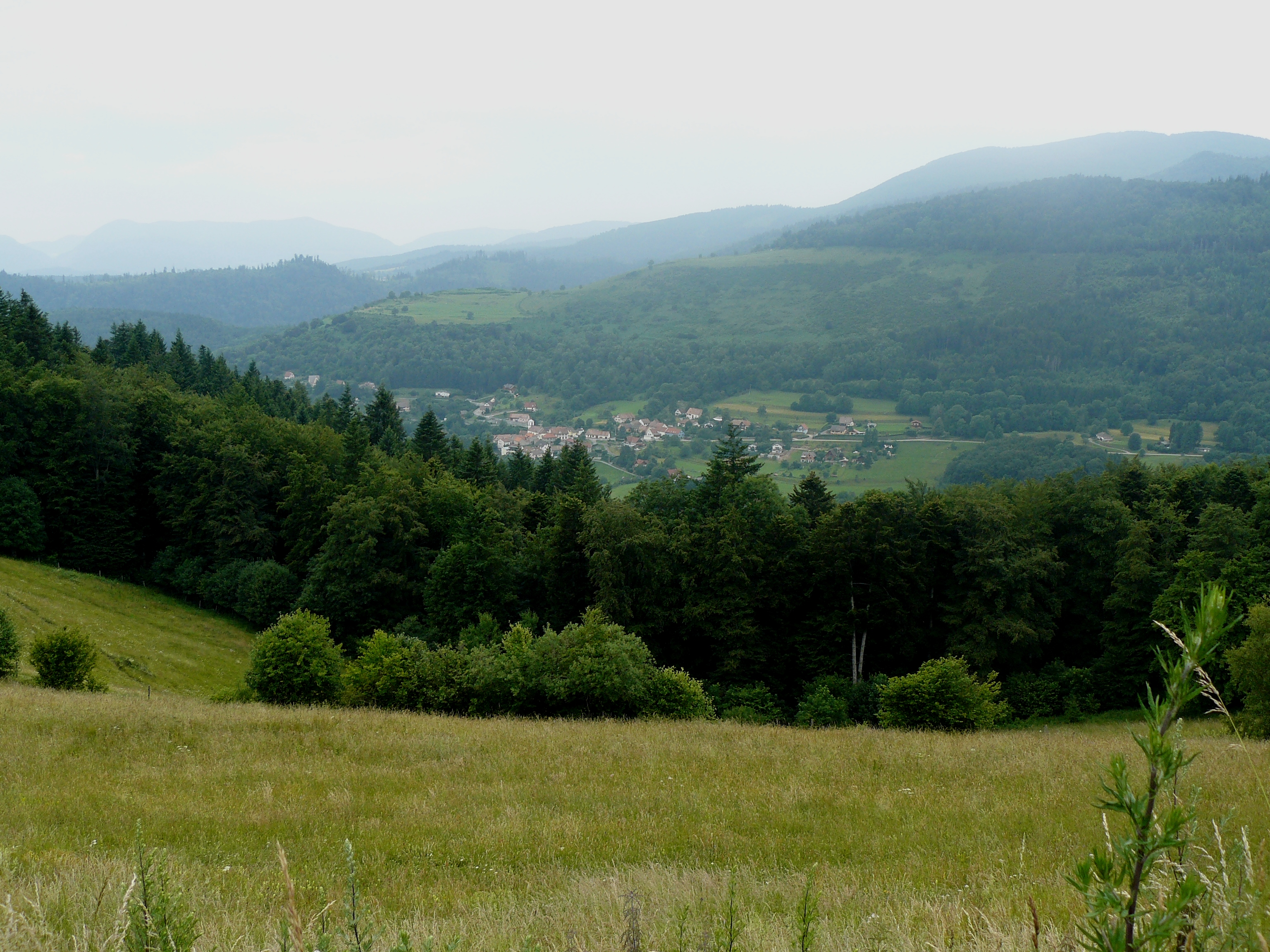
Вид на коммуну
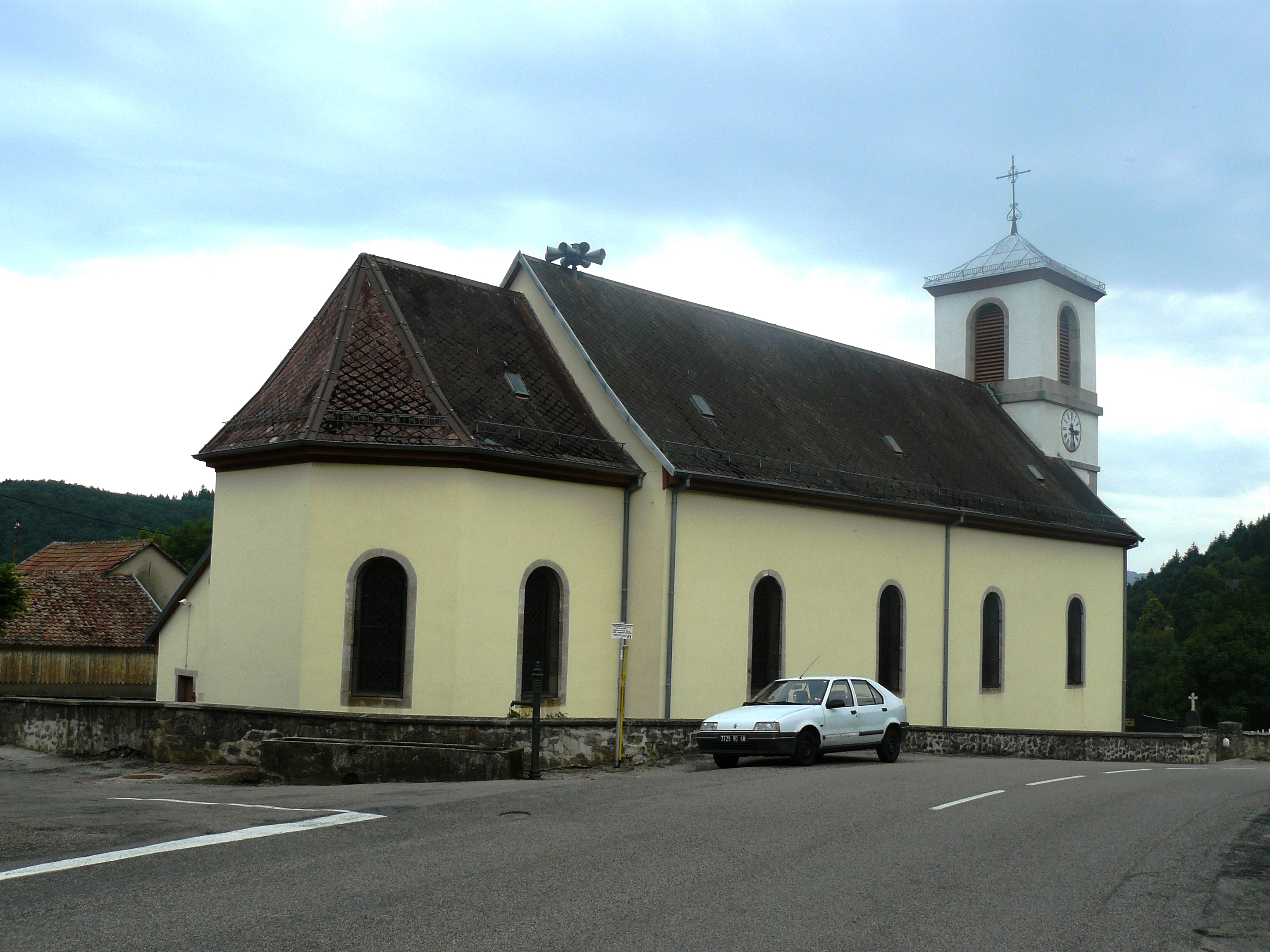
Церковь Сен-Лорен
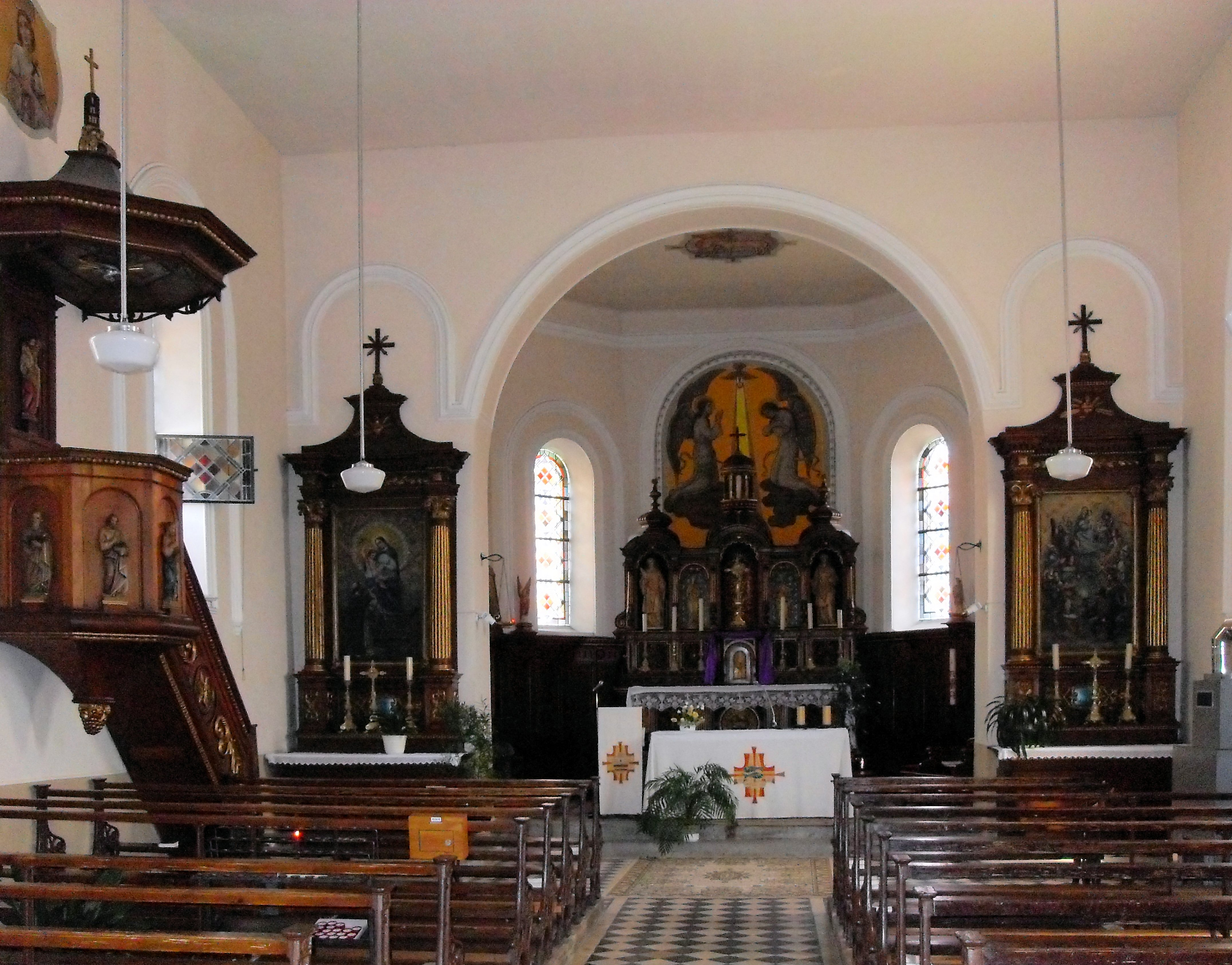
Внутреннее убранство
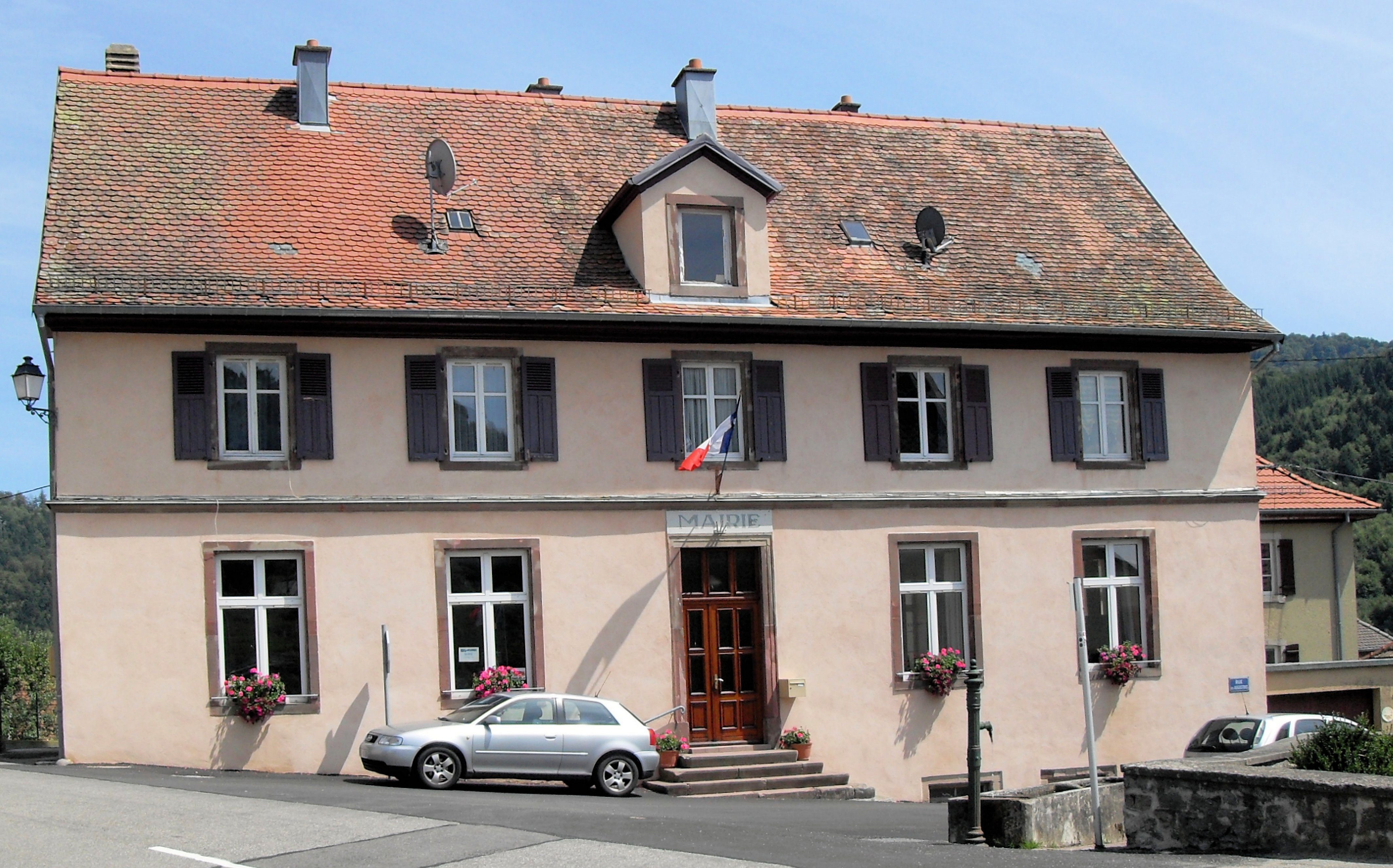
Здание мэрии